# Leila Alikarami
Leila Alikarami är en iransk advokat, akademiker och människorättsaktivist.
Alikarami växte upp i Teheran och studerade juridik vid universitetet där. Vidare studier genomförde hon vid School of Oriental and Asian Studies (SOAS) vid University of London, England där hon blev knuten till Centre for Iranian Studies.
Alikarami engagerade sig 2009 i jämställdhetskampanjen One million signatures genom att bidra med juridiskt stöd för dem som blev arresterade på grund av sin aktivism för jämställdhet i Iran.
Alikarami tog 2009 emot Anna Politkovskaya Award å kampanjens vägnar.
2019 skrev hon en bok om kvinnors kamp för jämställdhet i Iran, Women and Equality in Iran: Law, Society and Activism.